# Aliança Nacional de Treballadores de la Llar
L'Aliança Nacional de Treballadores de la Llar (en anglès: National Domestic Workers Alliance, abreujada NDWA) és una organització que promou els drets de les treballadores de la llar als Estats Units. Fundada l'any 2007, la NDWA estava composta en 2019 per més de 60 organitzacions afiliades i capítols locals, així com per membres individuals. L'organització forma part de la Federació Internacional de Treballadors de la Llar.

## Objectius
La NDWA treballa pel respecte, el reconeixement i la inclusió en la protecció laboral per a treballadores de la llar als EE.UU., la majoria de les quals són dones, racialitzades i d'origen immigrant. Des de l'organització es treballa en la defensa d'aquestes treballadores des de diversos àmbits, com la justícia social, les lleis migratòries i la lluita contra l'assetjament en el treball. La NDWA estima en els seus informes que hi ha més de dos milions de dones que exerceixen de mainaderes, dones de la neteja i cuidadores als Estats Units. Es tracta d'un col·lectiu que es caracteritza per comptar amb ingressos baixos i per afrontar unes dures condicions laborals.

## Activitats
La NDWA defensa l'aprovació d'una Carta de drets de les treballadores de la llar (en anglès: Domestic Workers' Bill of Rights), que és una legislació dissenyada per atorgar proteccions laborals bàsiques a les treballadores de la llar als Estats Units. Entre altres drets, aquesta proposta atorga a les treballadores de la llar el dret al pagament d'hores extres, un dia de descans per setmana, protecció sota les lleis estatals de drets humans, etc. La primera llei d'aquest tipus va entrar en vigor amb el suport de la NDWA a l'estat de Nova York el 2010, i des de llavors, nou estats han aprovat lleis que estenen les proteccions laborals a les treballadores de la llar.
La NDWA s'ha mostrat des dels seus inicis activa en el debat migratori als Estats Units. El 2010 la NDWA va ser una de les organitzacions impulsores de la campanya We Belong Together, una iniciativa que busca sensibilitzar a dones de tot el país sobre l'efecte de les lleis d'immigració a la vida de moltes dones i reunir suports per a una reforma migratòria. La NDWA s'ha posicionat de manera especialment crítica amb la política migratòria del president dels Estats Units Donald Tump.
En 2019 la NDWA va col·laborar amb el cineasta mexicà Alfonso Cuarón amb l'objectiu d'aprofitar el reconeixement que va obtenir la seva pel·lícula Roma per aconseguir una major sensibilització sobre les condicions laborals de les treballadores de la llar. Entre altres activitats, la NDWA va col·laborar amb els productors de la pel·lícula per organitzar projeccions destinades a treballadores de la llar en moltes ciutats dels Estats Units.
En 2010 l'activista social Ai-jen Poo va ser nomenada Directora Executiva de la NDWA. En el marc de la iniciativa Times Up contra la violència de gènere, l'assetjament sexual i la desigualtat de gènere, l'actriu Meryl Streep va acudir acompanyada de Poo a la cerimònia dels Premis Globus d'Or del 2018, aconseguint així un considerable impacte mediàtic.